# Jean-Pierre Thénot
Jean-Pierre Thénot, né le 25 mars 1803 à Paris où il meurt le 11 octobre 1857, est un peintre et graveur d'estampes français.

## Biographie
Jean-Pierre Thénot nait le 4 germinal an XI, de Jean Baptiste Thénot, cordonnier, et d'Anne Marie Neveu.
En 1824, il reçoit le premier prix de perspective.
Élève de Jean-Thomas Thibault, il expose au Salon de 1827 à 1857.
Il est l'auteur de plusieurs traités de peinture.
Il meurt célibataire à son domicile de la rue Bonaparte à l'âge de 54 ans.